# Jakob Lölgen
Jakob Lölgen (ur. 17 marca 1897, zm. 5 sierpnia 1980 w Brühl) – SS-Sturmbannführer, dyrektor kryminalny Gestapo w Gdańsku, jeden z dowódców Einsatzkommando 16 - specjalnej jednostki, która jesienią 1939 dokonywała czystek etnicznych na okupowanych przez Niemców terenach Pomorza Nadwiślańskiego. Kierował eksterminacją polskiej inteligencji w Bydgoszczy. Po wojnie wysoki rangą funkcjonariusz zachodnioniemieckiej policji.

## Przed 1939
W czasie I wojny światowej walczył w szeregach armii Cesarstwa Niemieckiego (od 1916 roku). W 1927 rozpoczął pracę w niemieckiej policji. W maju 1933 wstąpił do NSDAP. Rok później został przeniesiony z policji do pracy w Gestapo.
W 1938 Lölgen został skierowany do Gdańska, gdzie rozpoczął (w randze radcy kryminalnego) pracę w policji kryminalnej Wolnego Miasta Gdańska (stanowiącej de facto ekspozyturę Gestapo). Na terenie Wolnego Miasta zajmował się działalnością kontrwywiadowczą, przede wszystkim zwalczaniem polskiej „Dwójki”.

## Udział w Intelligenzaktion (1939)
Wkrótce po zakończeniu kampanii wrześniowej Niemcy przystąpili do rozprawy z przedstawicielami tzw. "polskiej warstwy przywódczej" z terenów Pomorza i Wolnego Miasta Gdańska. Kluczowa rola w tej akcji przypadła utworzonemu 12 września 1939 tzw. Einsatzkommando 16 (EK 16) - specjalnej grupie operacyjnej (Einsatzgruppen) niemieckiej policji bezpieczeństwa i służby bezpieczeństwa, którą utworzono na bazie gdańskich struktur Gestapo i policji. Lölgen objął stanowisko szefa ekspozytury EK 16 w Bydgoszczy. Był również, obok Friedricha Classa, jednym z najbardziej zaufanych współpracowników dowódcy EK 16 - dr Rudolfa Trögera.
Głównym zadaniem Lölgena była eksterminacja polskiej elity politycznej i intelektualnej w Bydgoszczy, do której jako pretekst posłużyły wydarzenia tzw. bydgoskiej krwawej niedzieli. W trakcie swojego powojennego procesu Lölgen przyznał zresztą, że za swój główny cel traktował ukaranie nie tyle sprawców, co „inspiratorów” rzekomego pogromu niemieckiej ludności cywilnej. We współpracy z przywódcami paramilitarnego Selbstschutzu oraz miejscowym kreisleiterem NSDAP, Lölgen organizował w Bydgoszczy wielkie obławy (zwane eufemistycznie „akcjami oczyszczającymi”), wymierzone najczęściej w przedstawicieli konkretnie wybranych grup zawodowych lub społecznych (m.in. księży katolickich, nauczycieli, członków Polskiego Związku Zachodniego). Zatrzymanych podczas tych łapanek mieszkańców Bydgoszczy gromadzono w obozie dla internowanych, urządzonym w przedwojennych polskich koszarach przy ul. Gdańskiej, bądź w innych miejscach odosobnienia funkcjonujących na terenie miasta. Specjalna komisja, na której czele stał Lölgen, decydowała następnie których więźniów należy zwolnić, których wysiedlić do Generalnego Gubernatorstwa lub skierować do obozów koncentracyjnych, a których zamordować na miejscu. Wielokrotnie Lölgen jednoosobowo wydawał wyroki śmierci. Skazanych rozstrzeliwano bez sądu w odludnych miejscach pod Bydgoszczą – w Lesie Gdańskim, Tryszczynie, czy wreszcie w słynnej fordońskiej „Dolinie Śmierci”. 
Szczegółowe raporty o kolejnych egzekucjach Lölgen przesyłał swoim przełożonym. Między innymi 17 listopada 1939 zameldował, iż "w porozumieniu z kreisleiterem Kampe tego dnia rozstrzelano z wyroku sądu doraźnego byłego polskiego burmistrza Bydgoszczy, Leona Barciszewskiego, ponieważ z wywiadu wynikało, że wymienionego należy uważać za najbardziej zagorzałego wroga Niemców i że swojego stanowiska i pozycji nie wykorzystał dla zapobieżenia tutejszym zamieszkom 3 i 4.9.1939 r."
W okresie, gdy w Bydgoszczy działało komando Lölgena, Niemcy zamordowali w masowych egzekucjach kilka tysięcy mieszkańców miasta – głównie przedstawicieli szeroko ujmowanej "polskiej warstwy przywódczej", jak również większość bydgoskich Żydów. W cytowanym raporcie z 17 listopada 1939 Lölgen zameldował przełożonym, iż "w Bydgoszczy nie ma już inteligencji polskiej, która mogłaby działać aktywnie".

## Dalszy przebieg kariery
Zaraz po zakończeniu Intelligenzaktion, z inicjatywy szefa RSHA, SS-Obergruppenführera Reinharda Heydricha, Lölgen został przedstawiony do odznaczenia Wojennym Krzyżem Zasługi II klasy z mieczami „za energiczną, zdecydowaną i odpowiedzialną działalność, która w zarodku dusiła każdy ruch oporu, po części także przy użyciu siły”. Otrzymał ponadto awans do stopnia dyrektora kryminalnego (Kriminaldirektor).
Lölgen powrócił następnie do Gdańska, gdzie w tamtejszym urzędzie Gestapo objął stanowisko szefa Wydziału III (wywiad, walka z sabotażem, ochrona przemysłu, ochrona urzędów, straż graniczna). Funkcję tę pełnił do marca 1945. Następnie uciekając przed zbliżającą się Armią Czerwoną przedostał się przez Kopenhagę do zachodniej części Niemiec.

## Losy powojenne
W 1946 Lölgen został internowany przez aliantów zachodnich w Recklinghausen. Po przejściu procedury denazyfikacji wyszedł jednak na wolność, a w 1947 powrócił do pracy w niemieckiej policji. Osiem lat później awansował na stanowisko szefa policji kryminalnej w Trewirze. W marcu 1957 przeszedł na emeryturę.

### Proces w 1966
Począwszy od 1949 był kilkukrotnie wzywany jako świadek w postępowaniach karnych prowadzonych przeciwko gdańskim nazistom. Zachodnioniemiecka prokuratura dopiero po upływie wielu lat zdecydowała się wszcząć przeciw niemu śledztwo, którego efektem końcowym było formalne postawienie zarzutów i proces. 
Proces Lölgena oraz jego zastępcy z okresu służby w Bydgoszczy - Horsta Eichlera -  rozpoczął się w Monachium w marcu 1966. Prokuratura zarzucała obu oskarżonym spowodowanie w akcjach eksterminacyjnych w Bydgoszczy śmierci w sposób podstępny i z niskich pobudek 349 osób, w tym prezydenta miasta Leona Barciszewskiego. Lölgena obciążały w szczególności jego własne raporty z jesieni 1939 oraz - w pewnym stopniu - zeznania Eichlera. Oskarżony nie zaprzeczał, że brał udział w akcji likwidacji polskiej inteligencji. Bronił się natomiast twierdząc, iż jako wierzący katolik wzdragał się przed popełnieniem morderstwa, lecz musiał ustąpić, gdy jego przełożony, dr Rudolf Tröger, zagroził mu wysłaniem do obozu koncentracyjnego w razie niewykonania rozkazu. Na świadków obrony powołano m.in. zastępcę szefa kadr prezydium policji w Gdańsku oraz dowódcę bydgoskiego Selbstschuztu, Josefa Meiera ("krwawego Meiera"), którzy potwierdzili zeznania Lölgena. Meier zeznał przy tym fałszywie, jakoby w Okręgu Rzeszy Gdańsk-Prusy Zachodnie dochodziło do aresztowań oficerów, którzy odmawiali wykonania rozkazu likwidacji Polaków.
W rezultacie, proces zakończył się w kwietniu 1966 wyrokiem uniewinniającym obu oskarżonych. Sędziowie przysięgli stwierdzili w uzasadnieniu, że Lölgen był niewinny, gdyż działał w stanie wyższej konieczności wywołanej bezprawnym rozkazem. W listopadzie 1966 niemiecki sąd najwyższy utrzymał w mocy ten wyrok.